# Nepeta wettsteinii
Nepeta wettsteinii là một loài thực vật có hoa trong họ Hoa môi. Loài này được Heinr.Braun mô tả khoa học đầu tiên năm 1889.